# Ion Dumitrescu (Komponist)
Ion Dumitrescu (* 20. Maijul. / 2. Juni 1913greg. in Oteșani, Kreis Vâlcea; † 6. September 1996 in Bukarest) war ein rumänischer Komponist.
Dumitrescu studierte am Bukarester Konservatorium. 1939/50 wirkte er als Dirigent des Bukarester Nationaltheaters und war seitdem Professor am Konservatorium. Er war seit 1963 Präsident des rumänischen Komponistenverbandes.
Ion Dumitrescu war vorwiegend Sinfoniker. Seine Werke zeichnen sich durch ihre prägnanten Themen und lebhaftes Kolorit aus. Er war der Bruder von Gheorghe Dumitrescu und Onkel des beim Erdbeben von Vrancea 1977 ums Leben gekommenen Pianisten und Komponisten Tudor Dumitrescu.

## Werke
- Orchestermusik:
  - 2 Sinfonien (1955 und 1967)
  - Sinfonisches Präludium (1952)
  - Sinfonietta (1957)
  - 3 Suiten (1938, 1940 und 1944)
  - „Dichtung“ für Violoncello und Orchester (1940)
  - Konzert für Streichorchester (1961)
- Kammermusik:
  - Streichquartett C-dur (1950)
  - Klaviersonate (1938)

Außerdem komponierte Ion Dumitrescu zahlreiche Werke der Schauspielmusik, Filmmusik, Chöre und Lieder.